# El Rosario (Carazo)
El Rosario est une municipalité nicaraguayenne du département de Carazo au Nicaragua.